# Dance Off
Dance Off è un singolo del duo hip hop statunitense Macklemore & Ryan Lewis, pubblicato nel 2016 ed estratto dall'album This Unruly Mess I've Made. Al brano hanno partecipato Idris Elba e Anderson Paak.

## Tracce
- Download digitale[1]

1. Dance Off (featuring Idris Elba & Anderson .Paak) – 3:44